# Supah Ninjas
Supah Ninjas is een actie-komedieserie bedacht door Leo Chu en Eric Garcia. De serie ging in première als een speciale preview op Nickelodeon op 17 januari 2011 in de Verenigde Staten. Nickelodeon zond de tweede aflevering op 16 april 2011 uit. De serie heeft twee seizoenen gedraaid.

## Verhaal
De serie draait om Mike Fukanaga, de hoofdpersoon en zijn vrienden, Owen en Amanda. Na de dood van zijn grootvader krijgt Mike een geheime brief die hem leidt tot de ninja's. Samen met Owen, en later Amanda worden ze toegelaten. Ze vormen een team "Supah Ninjas". Mike, Owen en Amanda worden getraind door een hologram van zijn grootvader.

## Rolverdeling
- Ryan Potter als Mike Fukanaga
- Carlos Knight als Owen Reynolds
- Gracie Dzienny als Amanda McKay
- George Takei als grootvader "hologram" Fukanaga

### Regelmatig terugkerend
- Randall Park als Martin Fukunaga
- Brandon Soo Hoo als neef Connor
- Jordan Nichols als Cameron Vanhause
- Giselle Bonilla als Kelly
- Travis Wong en Jake Huang als acteurs
- Victory van Tuyl als Julie

## Afleveringen

### Seizoenen
| Seizoen | Afl. | Uitgezonden (datums VS) | Uitgezonden (datums VS) |
| Seizoen | Afl. | Seizoenpremière         | Seizoensfinale          |
| ------- | ---- | ----------------------- | ----------------------- |
| 1       | 26   | 17 januari 2011         | 28 januari 2012         |

### Seizoen 1 (2011-2012)
| №     |       | Titel               | Uitzenddatum      |
| ----- | ----- | ------------------- | ----------------- |
| 1     | 1     | The Rhymer          | 17 januari 2011   |
| 2     | 2     | Katara              | 16 april 2011     |
| 3     | 3     | Two Ton Harley      | 23 april 2011     |
| 4     | 4     | Checkmate           | 30 april 2011     |
| 5     | 5     | Subsiders           | 7 mei 2011        |
| 6     | 6     | Mr. Bradford        | 14 mei 2011       |
| 7     | 7     | Komodo              | 4 juni 2011       |
| 8     | 8     | Jelly Face          | 4 juni 2011       |
| 9     | 9     | Dollhouse           | 25 juni 2011      |
| 10    | 10    | X                   | 23 juli 2011      |
| 11    | 11    | Kickbutt            | 10 september 2011 |
| 12    | 12    | The Magnificent     | 17 september 2011 |
| 13    | 13    | Morningstar Academy | 24 september 2011 |
| 14    | 14    | DJ Elephant Head    | 1 oktober 2011    |
| 15    | 15    | Snakeskin           | 10 oktober 2011   |
| 16    | 16    | Eternum             | 15 oktober 2011   |
| 17-18 | 17-18 | Ishina              | 29 oktober 2011   |
| 19    | 19    | Quake               | 5 november 2011   |
| 20    | 20    | Mechanov            | 12 november 2011  |
| 21    | 21    | Detention           | 19 november 2011  |
| 22    | 22    | Skeleton Crew       | 27 december 2011  |
| 23    | 23    | Limelight           | 7 januari 2012    |
| 24    | 24    | Frostbite           | 14 januari 2012   |
| 25    | 25    | Ninja Intervention  | 21 januari 2012   |
| 26    | 26    | Cousin Connor       | 28 januari 2012   |